# Sondorillo (distrito)
Sondorillo é um distrito do Peru, departamento de Piura, localizada na província de Huancabamba.

## Transporte
O distrito de Sondorillo é servido pela seguinte rodovia:
- PE-2A, que liga a cidade de Huancabamba  ao distrito de La Matanza
- PE-3N, que liga o distrito de La Oroya (Região de Junín) à Puerto Vado Grande (Fronteira Equador-Peru) no distrito de Ayabaca (Região de Piura)[1][2][3]